# Ernesto Brambilla
Ernesto 'Tino' Brambilla, né le 31 janvier 1934 à Monza, et mort le 3 août 2020, est un pilote professionnel de Grand Prix moto et de courses automobiles. Il est le frère aîné du pilote de Formule 1 Vittorio Brambilla.

## Carrière sportive
Le plus âgé des quatre frères Brambilla, dont le père possède un atelier de réparations mécaniques, Ernesto dispute sa première compétition motocycliste en 1953, sur une Rumi 125 cm3. Le 27 mai, il remporte sa première victoire sur le circuit de Trecate. Il passe ensuite sur MAS 175 cm3 et, en 1954, achète une MV Agusta 125 cm3 Monoalbero. Cette acquisition lui permet de remporter vingt-deux victoires et le titre de Champion d'Italie de troisième catégorie. Il devient pilote officiel MV jusqu'en 1959, remporte les titres nationaux Juniors en catégorie 250 cm3 en 1956 et 1957.
En 1959, il est troisième du Grand Prix motocycliste d'Allemagne sur MV Agusta en 350cm3. En 1961, il est quatrième du Grand Prix des Pays-Bas et cinquième du Grand Prix d'Allemagne de l'Est, sur Bianchi dans la même catégorie. La marque milanaise lui permet d'obtenir le titre national 1961 en 500 cm3, devant l'ancien champion du monde Libero Liberati.
En 1962, il dispute le Grand Prix des Nations sur une Moto Morini 250 cm3 et s'adonne au karting avant de passer sur quatre roues en 1963. En 1963 et 1964 il s'engage en Formule Junior puis, en 1965, en championnat d'Italie de Formule 3 où il devient vice-champion sur une Wainer.
Sa carrière en sport automobile s'étale ensuite du milieu des années 1960 à celui des années 1970, essentiellement en Italie. En 1966, il est champion d'Italie de Formule 3 avec une Brabham-Ford BT16, un titre que son frère Vittorio obtient en 1972. Après un accident de Formule 3 qui coûte la vie à Geki et à Beat Fehr (en) en 1967 et dans lequel sa Birel est impliquée lors d'un carambolage multiple, il passe, en 1968, en Formule 2 et termine troisième du championnat d'Europe avec une Brabham-Cosworth de l'écurie Picchio Rossa et une Ferrari, derrière les Français Jean-Pierre Beltoise et Henri Pescarolo. Il obtient alors deux succès en octobre avec la Ferrari, au Grand Prix du Baden-Württemberg et au Grand Prix de Rome. L'année suivante est cependant moins fructueuse, avec une septième place au championnat d'Europe de Formule 2 1969.
En 1963, il tente sans succès de se qualifier pour le Grand Prix d'Italie sur une Cooper-Maserati de la Scuderia Centro Sud. En 1969, il aurait dû également disputer les essais du Grand Prix d'Italie mais les séquelles d'un accident motocycliste l'en empêchent. Il devient alors pilote-essayeur pour Pirelli.
Associé à Peter Mattli et à André Wicky, il termine dixième des 1 000 kilomètres de Monza en 1971 sur la Porsche 908 de Wicky.